# Leptophis ahaetulla
Leptophis ahaetulla is een middelgrote, helder gekleurde slang van de familie toornslangachtigen en de onderfamilie Colubrinae. De soort komt voor in Centraal-Amerika en het noorden van Zuid-Amerika.

## Naam en indeling
De wetenschappelijke naam van de soort werd voor het eerst voorgesteld door Carl Linnaeus in 1758. Oorspronkelijk werd de wetenschappelijke naam Coluber Ahaetulla gebruikt. Later is de slang beschreven onder de namen Coluber liocercus, Ahaetulla liocercus, Dendrophis liocercus en Leptophis liocercus.

### Ondersoorten
De soort wordt verdeeld in tien ondersoorten die onderstaand zijn weergegeven, met de auteur en het verspreidingsgebied. Het aantal was vroeger hoger maar Leptophis ahaetulla copei wordt niet meer erkend en een andere ondersoort wordt tegenwoordig als volwaardige soort beschouwd; Leptophis coeruleodorsus.
| Naam                                | Auteur          | Verspreidingsgebied                  |
| ----------------------------------- | --------------- | ------------------------------------ |
| Leptophis ahaetulla ahaetulla       | Linnaeus, 1758  | De rest van het verspreidingsgebied. |
| Leptophis ahaetulla bocourti        | Boulenger, 1898 | Ecuador                              |
| Leptophis ahaetulla bolivianus      | Oliver, 1942    | Bolivia                              |
| Leptophis ahaetulla chocoensis      | Oliver, 1942    | Colombia                             |
| Leptophis ahaetulla liocercus       | Wied, 1824      | Brazilië                             |
| Leptophis ahaetulla marginatus      | Cope, 1862      | Paraguay, Uruguay, Argentinië        |
| Leptophis ahaetulla nigromarginatus | Günther, 1866   | Brazilië, Colombia, Ecuador, Peru    |
| Leptophis ahaetulla occidentalis    | Günther, 1859   | Venezuela, Colombia                  |
| Leptophis ahaetulla ortonii         | Cope, 1875      | Brazilië                             |
| Leptophis ahaetulla praestans       | Cope, 1868      | Belize                               |

## Uiterlijke kenmerken
De slang heeft een langwerpige kop en een slank lijf. De Engelse naam parrot snake dankt de slang aan zijn licht naar beneden gebogen bovenlip, die doet denken aan de snavel van een papegaai.
Een volwassen exemplaar bereikt een lichaamslengte van ongeveer 1,5 meter, de maximale lengte is 2,25 m. De mannetjes worden groter dan de vrouwtjes. De staartlengte bedraagt ongeveer 35 tot 40 procent van de lichaamslengte, bij veel exemplaren in het wild ontbreekt echter een deel van de staart.
De bovenzijde van de slang is bedekt met vijftien rijen heldergroene, gouden of bronskleurige schubben met zwarte of donkerbruine randen. De tussenliggende huid is zwart van kleur. Aan weerszijden van de kop loopt een zwarte streep ter hoogte van het oog. Het oog is groot en heeft een ronde pupil, de Iris is geel van kleur. De tong heeft een afstekende blauwzwarte kleur. De bovenlip en de onderzijde zijn bleekgroen.

## Levenswijze

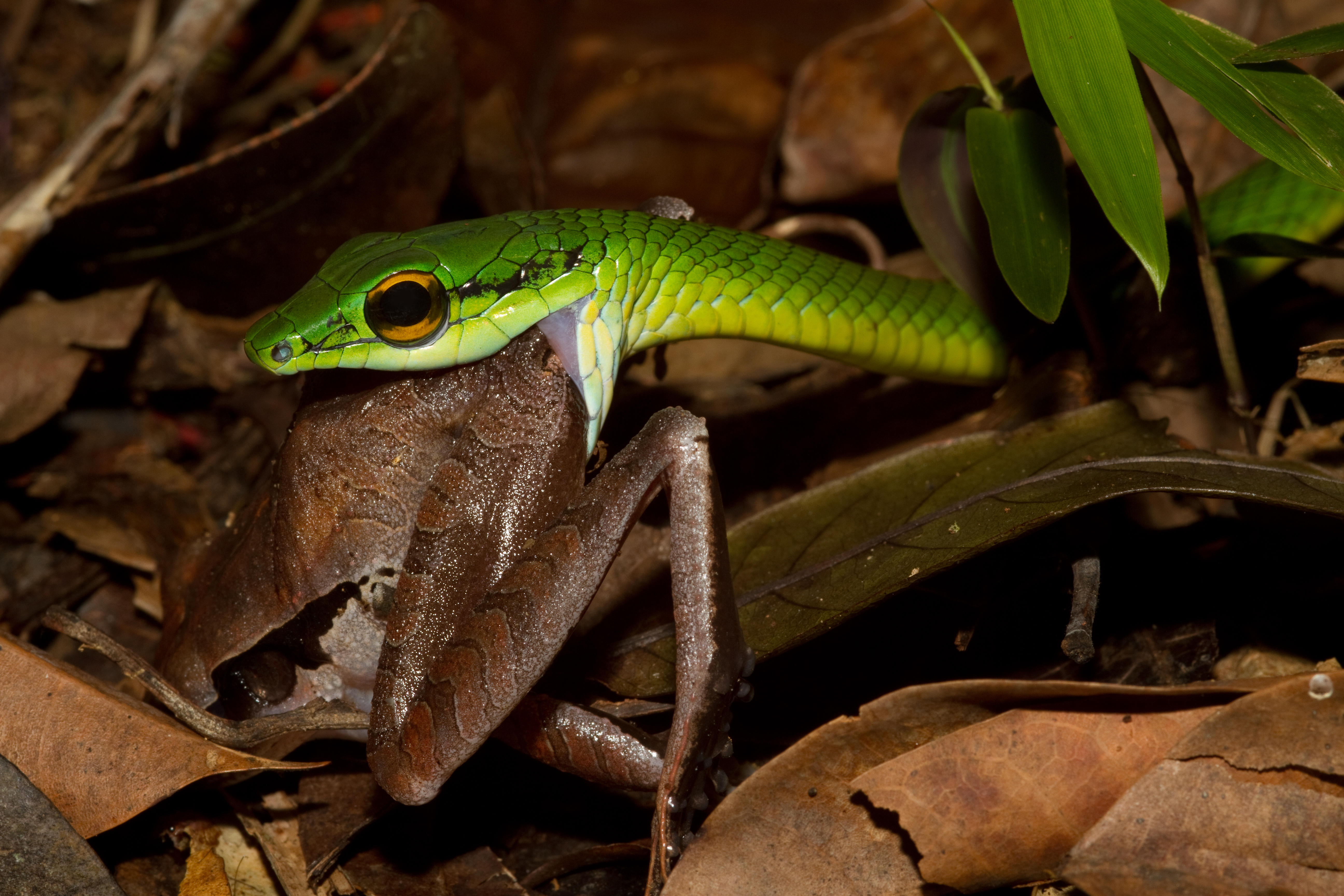
Exemplaar uit Panama, met een buitgemaakte Craugastor gollmeri.

Leptophis ahaetulla is overdag actief en jaagt op enige hoogte in bomen en struiken. Hij voedt zich met hagedissen, kikkers, kleine vogels, sprinkhanen en vogeleieren. De slang heeft een duidelijk voorkeur voor nachtactieve kikkers die overdag liggen te slapen tussen de bladeren. Leptophis ahaetulla is een eileggende slang, de vrouwtjes zetten per legsel een tot vijf eieren af.
Bij verstoring wordt de voorzijde van het lichaam opgericht en wordt de bek opengesperd waarbij de blauwzwarte tong wordt getoond. Ook zal de slang zijn nek plat maken en proberen te bijten als het dier wordt opgepakt. Lange tijd werd gedacht dat de soort niet giftig was, maar hij is licht giftig. In het speeksel zijn antistollingsmiddelen (anticoagulantia) aangetroffen en een beet kan beter vermeden worden.

## Verspreiding en habitat
In Centraal-Amerika komt Leptophis ahaetulla voor in Belize, Costa Rica, El Salvador, Guatemala, Honduras, Zuid-Mexico, Nicaragua en Panama. In Zuid-Amerika komt hij voor in Argentinië, Bolivia, Brazilië, Colombia, Ecuador, Frans-Guyana, Paraguay, Peru, Trinidad en Tobago, Uruguay en Venezuela.
De habitat bestaat uit droge en vochtige tropische en subtropische bossen, zowel in laaglanden als in bergstreken. Ook in door de mens aangepaste streken zoals landelijke tuinen en aangetaste bossen kan de slang worden aangetroffen. De soort is gevonden van zeeniveau tot op een hoogte van ongeveer 2000 meter boven zeeniveau.

## Beschermingsstatus
Door de internationale natuurbeschermingsorganisatie IUCN is de beschermingsstatus 'veilig' toegewezen (Least Concern of LC).